# Signeta flammeata
Signeta flammeata är en fjärilsart som beskrevs av Butler 1882. Signeta flammeata ingår i släktet Signeta och familjen tjockhuvuden. Inga underarter finns listade i Catalogue of Life.

## Bildgalleri

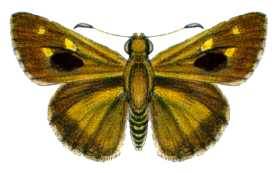